# 60 лет Черкасской области
60 лет Черкасской области (укр. 60 років Черкаській області ) — юбилейная монета номиналом 5 гривен, выпущенная Национальным банком Украины, посвящённая Черкасской области. Эту область, имеющую мощный экономический потенциал и известную своими чернозёмами и разноцветными полотенцами, называют «сердцем Украины».
Монета введена в обращение 3 января 2014 года. Она относится к серии «Области Украины».

## Описание и характеристика
| Номинал грн. | Металл                                    | Масса, грамм | Диаметр, мм. | Качество изготовления     | Гурт                 | Тираж, штук |
| ------------ | ----------------------------------------- | ------------ | ------------ | ------------------------- | -------------------- | ----------- |
| 5            | биметаллический из недрагоценных металлов | 9,4          | 28,0         | специальный анциркулейтед | рифление по секторам | 20 000      |

### Аверс
На аверсе монеты изображены: вверху малый Государственный Герб Украины, по кругу надписи: «НАЦІОНАЛЬНИЙ БАНК УКРАЇНИ» (вверху), «П'ЯТЬ ГРИВЕНЬ» (внизу), справа - логотип Монетного двора Национального банка Украины; в центре - изображение Ильинской церкви в селе Суботов, беседки из парка «Софиевка», кобзы, колосья пшеницы; вверху - год чеканки монеты «2014».

### Реверс
На реверсе монеты изображён герб области, по кругу размещены надписи: «ЧЕРКАСЬКА ОБЛАСТЬ» (вверху), «ЗАСНОВАНА» У 1954 РОЦІ» (внизу).

## Авторы
- Художники: Иваненко Святослав, Демьяненко Анатолий.
- Скульпторы: Иваненко Святослав, Демьяненко Анатолий.

## Цена монеты
При вводе монеты в обращение в 2014 году, Национальный банк Украины реализовал монету через свои филиалы по цене 25 гривен.
Фактическая приблизительная стоимость монеты, с годами менялась так:
| Год        | 2014 | 2015 | 2016 | 2017 | 2018 |
| ---------- | ---- | ---- | ---- | ---- | ---- |
| Цена, грн. | 55   | 90   | 210  | 420  | 440  |